# Estación España
España es la décimo-octava estación de la Línea 1 del Tren Ligero de Guadalajara en sentido norte a sur, y la tercera en sentido opuesto; es además una de las estaciones en el tramo superficial sur de dicha línea que corre a lo largo de Av. Cristóbal Colón, y está situada en el cruce con la avenida Jaime Torres Bodet / Ahuehuetes.
Debe su nombre al ubicarse junto a la colonia Nueva España. Su logo representa un sombrero español, con un abanico en la parte de atrás.

## Puntos de interés
- Panteón Jardín.
- CRIT de occidente (Centro de Rehabilitación Infantil Teletón).
- Colonia El Sauz
- Escuela secundaria Técnica N° 145

- Datos: Q5839902